# 科崀
科崀，另译孔兰或科兰，是缅甸掸邦南桑县南桑镇区下辖的一个镇。该镇位于4号国道沿线，距南桑东北30英里，是科崀分镇区的治所。
该镇是东部中央军区司令部所在地。缅甸军队与当地农民存在土地纠纷，据称缅军为了扩大司令部面积而不断夺取土地。
该镇有一处已发展成为一个旅游目的地的天然泉水，名为科崀蓝池，位于科崀和南桑之间。酒店和旅游部于2024年制定了旅游业计划来发展附近的其他景点，并将科崀打造为往返于东枝和景栋之间的旅客集散地。

## 教育
此地有科崀新光学校、科崀侨光学校、科崀博爱学校、科崀新梦想学校和科崀荣光学校等数所华文学校。